# 新南岩
新南岩（英語：Shinnan Rocks），是南極洲的岩石，位於毛德皇后地的奧拉夫王子海岸，處於新南冰川西岸，根據日本探險隊的測量和拍攝的空中照片繪入地圖，現時由南極條約體系管理。

## 外部連結
- 本条目引用的公有领域材料来自美国地质调查局的文档 《新南岩》 （資料來自地名信息系统）。

67°57′S 44°33′E / 67.950°S 44.550°E